# Randall Woodfin
Randall Woodfin (né le 29 mai 1981) est un avocat et homme politique américain, 34e et actuel maire de Birmingham en Alabama, après avoir remporté le 3 octobre 2017, le second tour contre le précédent titulaire William A. Bell. Il a auparavant été président du Birmingham City School Board (2013-2015) et procureur adjoint de la ville de Birmingham de 2009 à 2017.

## Carrière politique
Woodfin a dirigé la campagne présidentielle d'Hillary Clinton dans l'État de l'Alabama.
Il a annoncé sa candidature à la mairie de Birmingham en août 2016, défiant le candidat sortant William Bell et 10 autres candidats. Il a reçu le soutien du sénateur du Vermont Bernie Sanders ainsi celui de Nina Turner, la présidente de Our Revolution.
Lors des élections générales le 22 août 2017, Woodfin obtient 40% des voix, déclenchant un second tour avec Bell. Il remporte le second tour le 3 octobre avec 58,95% des voix, devenant le plus jeune maire de la ville depuis 120 ans.
Woodfin soutient Joe Biden lors de la primaire présidentielle démocrate de 2020 en dépit de l’aval qu'il avait reçu de Bernie Sanders lors de sa course à la mairie, estimant que Biden avait plus de chance de gagner l'élection face à Trump
Woodfin s’identifie comme modéré en politique.

## Source
- (en) Cet article est partiellement ou en totalité issu de l’article de Wikipédia en anglais intitulé « Randall Woodfin » (voir la liste des auteurs).